# Aeolochroma rhodochlora
Aeolochroma rhodochlora là một loài bướm đêm trong họ Geometridae.